# Eleição para o Senado dos Estados Unidos em 2012
A eleição para o Senado dos Estados Unidos em 2012 está prevista para ser realizada em 6 de novembro, com 33 das 100 vagas do Senado sendo disputadas, cujos vencedores irão ver mandato de seis anos a partir de 3 de janeiro de 2013 até 3 de janeiro de 2019. Além disso, as eleições especiais podem ser realizadas para preencher as vagas abertas durante o 112º Congresso dos Estados Unidos. Atualmente, vinte e um (21) democratas poderiam ser candidatos nessa eleição, dois independentes que são membros do caucus democrata, enquanto dez  republicanos podem ser reeleitos.
A eleição para o senado deverá ser realizada em simultâneo com a eleição presidencial de 2012, as eleições para a Câmara dos Representantes, as eleições para governadores em 13 estados e territórios, e muitas outras eleições locais.

## Composição
Entre as cadeiras do Senado que estão sendo disputadas nesse eleição, há vinte e um democratas, dez republicanos e dois independentes. Os independentes são Joe Lieberman, que concorreu e ganhou como independente em 2006, depois de perder a primária democrata de Connecticut. Lieberman e o também senador independente Bernie Sanders, de Vermont, fazem parte do caucus do Partido Democratas.
Se um senador de outra classe morrer ou renunciar entre 2011 e 2012, pode haver uma eleição especial entre o início do 112º Congresso (em 3 de janeiro de 2011), e na eleição de 2012. As datas entre a morte ou a renúncia até a eleição especial varia de estado para estado.

## Resumo da composição
| Última eleição (2010)           | Última eleição (2010)           | Última eleição (2010)         | Última eleição (2010)         | 100 | 51 | 47 | 2 | — |  |  |  |  |  |  |  |  |  |  |  |  |  |  |  |  |  |  |  |  |  |  |  |  |  |  |  |  |  |  |  |  |  |  |  |  |  |  |  |  |  |  |  |  |  |  |  |  |  |  |  |  |  |  |  |  |  |  |  |  |  |  |  |  |  |  |  |  |  |  |  |  |  |  |  |  |  |  |  |  |  |  |  |  |  |  |  |  |  |  |
|                                 | Não é candidato nessa eleição   | Não é candidato nessa eleição | Não é candidato nessa eleição | 67  | 30 | 37 | — | — |  |  |  |  |  |  |  |  |  |  |  |  |  |  |  |  |  |  |  |  |  |  |  |  |  |  |  |  |  |  |  |  |  |  |  |  |  |  |  |  |  |  |  |  |  |  |  |  |  |  |  |  |  |  |  |  |  |  |  |  |  |  |  |  |  |  |  |  |  |  |  |  |  |  |  |  |  |  |  |  |  |  |  |  |  |  |  |  |  |  |
| Vagas atuais disputadas         | Vagas atuais disputadas         | Vagas atuais disputadas       | 33                            | 21  | 10 | 2  | — |   |  |  |  |  |  |  |  |  |  |  |  |  |  |  |  |  |  |  |  |  |  |  |  |  |  |  |  |  |  |  |  |  |  |  |  |  |  |  |  |  |  |  |  |  |  |  |  |  |  |  |  |  |  |  |  |  |  |  |  |  |  |  |  |  |  |  |  |  |  |  |  |  |  |  |  |  |  |  |  |  |  |  |  |  |  |  |  |  |  |  |
|                                 | Senador se aposentando          | Senador se aposentando        | 10                            | 6   | 3  | 1  | — |   |  |  |  |  |  |  |  |  |  |  |  |  |  |  |  |  |  |  |  |  |  |  |  |  |  |  |  |  |  |  |  |  |  |  |  |  |  |  |  |  |  |  |  |  |  |  |  |  |  |  |  |  |  |  |  |  |  |  |  |  |  |  |  |  |  |  |  |  |  |  |  |  |  |  |  |  |  |  |  |  |  |  |  |  |  |  |  |  |  |  |
| Senador concorrendo à reeleição | Senador concorrendo à reeleição | 23                            | 15                            | 7   | 1  | —  |   |   |  |  |  |  |  |  |  |  |  |  |  |  |  |  |  |  |  |  |  |  |  |  |  |  |  |  |  |  |  |  |  |  |  |  |  |  |  |  |  |  |  |  |  |  |  |  |  |  |  |  |  |  |  |  |  |  |  |  |  |  |  |  |  |  |  |  |  |  |  |  |  |  |  |  |  |  |  |  |  |  |  |  |  |  |  |  |  |  |  |  |
| Ganhos e perdas                 | Ganhos e perdas                 | —                             | 2                             | 2   | —  | —  |   |   |  |  |  |  |  |  |  |  |  |  |  |  |  |  |  |  |  |  |  |  |  |  |  |  |  |  |  |  |  |  |  |  |  |  |  |  |  |  |  |  |  |  |  |  |  |  |  |  |  |  |  |  |  |  |  |  |  |  |  |  |  |  |  |  |  |  |  |  |  |  |  |  |  |  |  |  |  |  |  |  |  |  |  |  |  |  |  |  |  |  |
| Total de eleitos                | Total de eleitos                | 33                            | 23                            | 8   | 2  | —  |   |   |  |  |  |  |  |  |  |  |  |  |  |  |  |  |  |  |  |  |  |  |  |  |  |  |  |  |  |  |  |  |  |  |  |  |  |  |  |  |  |  |  |  |  |  |  |  |  |  |  |  |  |  |  |  |  |  |  |  |  |  |  |  |  |  |  |  |  |  |  |  |  |  |  |  |  |  |  |  |  |  |  |  |  |  |  |  |  |  |  |  |
|                                 |                                 |                               |                               |     |    |    |   |   |  |  |  |  |  |  |  |  |  |  |  |  |  |  |  |  |  |  |  |  |  |  |  |  |  |  |  |  |  |  |  |  |  |  |  |  |  |  |  |  |  |  |  |  |  |  |  |  |  |  |  |  |  |  |  |  |  |  |  |  |  |  |  |  |  |  |  |  |  |  |  |  |  |  |  |  |  |  |  |  |  |  |  |  |  |  |  |  |  |  |
| Resultado                       | Resultado                       | 100                           | 53                            | 45  | 2  |    |   |   |  |  |  |  |  |  |  |  |  |  |  |  |  |  |  |  |  |  |  |  |  |  |  |  |  |  |  |  |  |  |  |  |  |  |  |  |  |  |  |  |  |  |  |  |  |  |  |  |  |  |  |  |  |  |  |  |  |  |  |  |  |  |  |  |  |  |  |  |  |  |  |  |  |  |  |  |  |  |  |  |  |  |  |  |  |  |  |  |  |  |

Os dois senadores independentes se juntaram com os democratas para formarem uma bancada majoritária.

### Mudança na composição

#### Composição do Senado antes da eleição
| D10      | D9       | D8       | D7       | D6       | D5       | D4       | D3       | D2       | D1  |
| D11      | D12      | D13      | D14      | D15      | D16      | D17      | D18      | D19      | D20 |
| D21      | D22      | D23      | D24      | D25      | D26      | D27      | D28      | D29      | D30 |
| D40      | D39      | D38      | D37      | D36      | D35      | D34      | D33      | D32      | D31 |
| D41      | D42      | D43      | D44      | D45      | D46      | D47      | D48      | D49      | D50 |
| Maioria→ | Maioria→ | Maioria→ | Maioria→ | Maioria→ | Maioria→ | Maioria→ | Maioria→ | Maioria→ | D51 |
| R41      | R42      | R43      | R44      | R45      | R46      | R47      | I2       | I1       | D51 |
| R40      | R39      | R38      | R37      | R36      | R35      | R34      | R33      | R32      | R31 |
| R21      | R22      | R23      | R24      | R25      | R26      | R27      | R28      | R29      | R30 |
| R20      | R19      | R18      | R17      | R16      | R15      | R14      | R13      | R12      | R11 |
| R1       | R2       | R3       | R4       | R5       | R6       | R7       | R8       | R9       | R10 |

Em negrito são os senadores que poderiam ser candidatos nessa eleição.

#### Composição do Senado no início do 113º Congresso
| D1       | D2       | D3       | D4       | D5       | D6       | D7       | D8       | D9       | D10  |
| D20      | D19      | D18      | D17      | D16      | D15      | D14      | D13      | D12      | D11  |
| D21      | D22      | D23      | D24      | D25      | D26      | D27      | D28      | D29      | D30  |
| D40√     | D39√     | D38√     | D37√     | D36√     | D35√     | D34√     | D33√     | D32√     | D31√ |
| D41√     | D42√     | D43√     | D44√     | D45√     | D46O     | D47O     | D48O     | D49O     | D50O |
| Maioria→ | Maioria→ | Maioria→ | Maioria→ | Maioria→ | Maioria→ | Maioria→ | Maioria→ | Maioria→ | D51+ |
| R41√     | R42√     | R43O     | R44O     | R45+     | I2+      | I1√      | D53+     | D52+     | D51+ |
| R40√     | R39√     | R38√     | R37      | R36      | R35      | R34      | R33      | R32      | R31  |
| R21      | R22      | R23      | R24      | R25      | R26      | R27      | R28      | R29      | R30  |
| R20      | R19      | R18      | R17      | R16      | R15      | R14      | R13      | R12      | R11  |
| R1       | R2       | R3       | R4       | R5       | R6       | R7       | R8       | R9       | R10  |

| Key: | \| D# \| =Democrata \| \| R# \| =Republicano \| \| I# \| Independentes fazem parte da bancada democrata \| \| √ \| = Senadores reeleitos \| \| O \| = Novo senador eleito pelo mesmo partido do senador anterior \| \| + \| = Novo senador eleito por partido diferente do senador anterior \| |
| D#   | =Democrata |
| R#   | =Republicano |
| I#   | Independentes fazem parte da bancada democrata |
| √    | = Senadores reeleitos |
| O    | = Novo senador eleito pelo mesmo partido do senador anterior |
| +    | = Novo senador eleito por partido diferente do senador anterior |

## Resumo da eleição
| Estado             | Incumbente           | Incumbente   | Incumbente                                    | Candidatos                                                                                  | Resultados                                                                    | Resultados                      |
| Estado             | Senador              | Partido      | História eleitoral                            | Candidatos                                                                                  | Resultado da eleição anterior                                                 | 2012                            |
| ------------------ | -------------------- | ------------ | --------------------------------------------- | ------------------------------------------------------------------------------------------- | ----------------------------------------------------------------------------- | ------------------------------- |
| Arizona            | Jon Kyl              | Republicano  | 1994 2000 2006                                | Jeff Flake (R) Richard Carmona (D) Ian Gilyeat (I)                                          | √ Jon Kyl (R) (Inc.) 53% Jim Pederson (D) 44% Outros 3%                       | Senador se aposentando          |
| Califórnia         | Dianne Feinstein     | Democrata    | 1992 (especial) 1994 2000 2006                | Dianne Feinstein (D) Elizabeth Emken (R)                                                    | √ Dianne Feinstein (D) (Inc.) 59% Dick Mountjoy (R) 35% Outros 6%             | Senador concorrendo à reeleição |
| Connecticut        | Joe Lieberman        | Independente | 1988 1994 2000 2006                           | Chris Murphy (D) Linda McMahon (R) Paul Passarelli (L)                                      | √ Joe Lieberman (I) (Inc.) 50% Ned Lamont (D) 40% Alan Schlesinger (R) 10%    | Senador se aposentando          |
| Dakota do Norte    | Kent Conrad          | Democrata    | 1986 1992 (Especial) 1994 2000 2006           | Heidi Heitkamp (D) Rick Berg (R)                                                            | √ Kent Conrad (D-NPL) (Inc.) 69% Dwight Grotberg (R) 29% Outros 2%            | Senador se aposentando          |
| Delaware           | Tom Carper           | Democrata    | 2000 2006                                     | Tom Carper (D) Kevin Wade (R) Alex Pires (I)                                                | √ Tom Carper (D) (Inc.) 70% Jan Ting (R) 29% Outros 1%                        | Senador concorrendo à reeleição |
| Flórida            | Bill Nelson          | Democrata    | 2000 2006                                     | Bill Nelson (D) Connie Mack IV (R) Chris Borgia (I)                                         | √ Bill Nelson (D) (Inc.) 60% Katherine Harris (R) 38% Outros 2%               | Senador concorrendo à reeleição |
| Havaí              | Daniel Akaka         | Democrata    | 1990 (nomeado) 1990 (especial) 1994 2000 2006 | Mazie Hirono (D) Linda Lingle (R) Heath Beasley (I)                                         | √ Daniel Akaka (D) (Inc.) 61% Cynthia Thielen (R) 37% Outros 2%               | Senador se aposentando          |
| Indiana            | Richard Lugar        | Republicano  | 1976 1982 1988 1994 2000 2006                 | Richard Mourdock (R) Joe Donnelly (D) Andrew Horning (L)                                    | √ Richard Lugar (R) (Inc.) 87% Steve Osborn (L) 13%                           | Perdeu a nomeação do partido    |
| Maine              | Olympia Snowe        | Republicano  | 1994 2000 2006                                | Charles E. Summers, Jr. (R) Andrew Ian Dodge (L) Angus King (I)                             | √ Olympia Snowe (R) (Inc.) 74% Jean Hay Bright (D) 21% Bill Slavick (I) 5%    | Senador se aposentando          |
| Maryland           | Ben Cardin           | Democrata    | 2006                                          | Ben Cardin (D) Rob Sobhani (I) Dan Bongino (R) Dean Ahmad (L)                               | √ Ben Cardin (D) 54% Michael Steele (R) 44% Outros 2%                         | Senador concorrendo à reeleição |
| Massachusetts      | Scott Brown          | Republicano  | 2010 (especial)                               | Scott Brown (R) Elizabeth Warren (D) Bill Cimbrelo (I)                                      | √ Scott Brown (R) 52% Martha Coakley (D) 47%                                  | Senador concorrendo à reeleição |
| Michigan           | Debbie Stabenow      | Democrata    | 2000 2006                                     | Debbie Stabenow (D) Pete Hoekstra (R) Scotty Boman (L)                                      | √ Debbie Stabenow (D) (Inc.) 57% Mike Bouchard (R) 41% Outros 2%              | Senador concorrendo à reeleição |
| Minnesota          | Amy Klobuchar        | Democrata    | 2006                                          | Amy Klobuchar (D) Kurt Bills (R)                                                            | √ Amy Klobuchar (DFL) 58% Mark Kennedy (R) 38% Outros 4%                      | Senador concorrendo à reeleição |
| Mississippi        | Roger Wicker         | Republicano  | 2006 (nomeado) 2008 (especial)                | Roger Wicker (R) Albert N. Gore, Jr. (D) Thomas Cramer (C) Shawn O'Hara (Reforma)           | 2008: √ Roger Wicker (R) 55% Ronnie Musgrove (D) 45%                          | Senador concorrendo à reeleição |
| Missouri           | Claire McCaskill     | Democrata    | 2006                                          | Claire McCaskill (D) Todd Akin (R) Jonathan Dine (L)                                        | √ Claire McCaskill (D) 50% Jim Talent (R) (Inc.) 47% Outros 3%                | Senador concorrendo à reeleição |
| Montana            | Jon Tester           | Democrata    | 2006                                          | Jon Tester (D) Denny Rehberg (R) Dan Cox (L)                                                | √ Jon Tester (D) 49% Conrad Burns (R) (Inc.) 48% Outros 3%                    | Senador concorrendo à reeleição |
| Nebraska           | Ben Nelson           | Democrata    | 2000 2006                                     | Bob Kerrey (D) Deb Fischer (R) Russell Anderson (I)                                         | √ Ben Nelson (D) (Inc.) 64% Pete Ricketts (R) 36%                             | Senador se aposentando          |
| Nevada             | Dean Heller          | Republicano  | 2011 (nomeado)                                | Dean Heller (R) Shelley Berkley (D)                                                         | √ John Ensign (R) (Inc.) 55% Jack Carter (D) 41% Outros 4%                    | Senador concorrendo à reeleição |
| Nova Jersey        | Bob Menendez         | Democrata    | 2006 (apontado) 2006                          | Bob Menendez (D) Joe Kyrillos (R) Larry Donahue (I)                                         | √ Bob Menendez (D) (Inc.) 53% Thomas Kean Jr. (R) 45% Outros 2%               | Senador concorrendo à reeleição |
| Novo México        | Jeff Bingaman        | Democrata    | 1982 1988 1994 2000 2006                      | Martin Heinrich (D) Heather Wilson (R) [[Jon Barrie (IAP)                                   | √ Jeff Bingaman (D) (Inc.) 71% Allen McCulloch (R) 29%                        | Senador se aposentando          |
| Nova Iorque        | Kirsten Gillibrand   | Democrata    | 2009 (nomeada) 2010 (especial)                | Kirsten Gillibrand (D) Wendy E. Long (R) Chris Edes (L) Colia Clark (G)                     | 2010: √ Kirsten Gillibrand (D) 63% Joseph DioGuardi (R) 35% Outros 2%         | Senador concorrendo à reeleição |
| Ohio               | Sherrod Brown        | Democrata    | 2006                                          | Sherrod Brown (D) Josh Mandel (R) Joseph Rosario DeMare (G)                                 | √ Sherrod Brown (D) 56% Mike DeWine (R) (Inc.) 44%                            | Senador concorrendo à reeleição |
| Pensilvânia        | Bob Casey, Jr.       | Democrata    | 2006                                          | Bob Casey, Jr. (D) Tom Smith (R) Rayburn Douglas Smith (L)                                  | √ Bob Casey, Jr. (D) 59% Rick Santorum (R) (Inc.) 41%                         | Senador concorrendo à reeleição |
| Rhode Island       | Sheldon Whitehouse   | Democrata    | 2006                                          | Sheldon Whitehouse (D) Barry Hinckley (R)                                                   | √ Sheldon Whitehouse (D) 53% Lincoln Chafee (R) (Inc.) 47%                    | Senador concorrendo à reeleição |
| Tennessee          | Bob Corker           | Republicano  | 2006                                          | Bob Corker (R) Mark Clayton (D) Dr. Shaun Crowell (L)                                       | √ Bob Corker (R) 51% Harold Ford, Jr. (D) 48% Outros 1%                       | Senador concorrendo à reeleição |
| Texas              | Kay Bailey Hutchison | Republicano  | 1993 (especial) 1994 2000 2006                | Ted Cruz (R) Paul Sadler (D) John Jay Myers (L) Chris Tina Foxx Bruce (I) David Collins (G) | √ Kay Bailey Hutchison (R) (Inc.) 62% Barbara Ann Radnofsky (D) 36% Outros 2% | Senador se aposentando          |
| Utah               | Orrin Hatch          | Republicano  | 1976 1982 1988 1994 2000 2006                 | Orrin Hatch (R) Scott Howell] (D)                                                           | √ Orrin Hatch (R) (Inc.) 62% Pete Ashdown (D) 31% Outros 7%                   | Senador concorrendo à reeleição |
| Vermont            | Bernie Sanders       | Independente | 2006                                          | John MacGovern (R) Bernie Sanders (I) Cris Ericson (I)                                      | √ Bernie Sanders (I) 65% Richard Tarrant (R) 32% Outros 3%                    | Senador concorrendo à reeleição |
| Virgínia           | Jim Webb             | Democrata    | 2006                                          | Tim Kaine (D) George Allen (R) Kevin Chisholm (I)                                           | √ Jim Webb (D) 50% George Allen (R) (Inc.) 49% Outros 1%                      | Senador se aposentando          |
| Virgínia Ocidental | Joe Manchin          | Democrata    | 2010 (especial)                               | Joe Manchin (D) John Raese (R)                                                              | √ Joe Manchin (D) 54% John Raese (R) 43% Outros 3%                            | Senador concorrendo à reeleição |
| Washington         | Maria Cantwell       | Democrata    | 2000 2006                                     | Maria Cantwell (D) Michael Baumgartner (R)                                                  | √ Maria Cantwell (D) (Inc.) 57% Mike McGavick (R) 40% Outros 3%               | Senador concorrendo à reeleição |
| Wisconsin          | Herb Kohl            | Democrata    | 1988 1994 2000 2006                           | Tammy Baldwin (D) Tommy Thompson (R)                                                        | √ Herb Kohl (D) (Inc.) 67% Robert Lorge (R) 30% Outros 3%                     | Senador se aposentando          |
| Wyoming            | John Barrasso        | Republicano  | 2007 (nomeado) 2008                           | John Barrasso (R) Tim Chesnut (D)                                                           | √ John Barrasso (R) 73% Nick Carter (D) 27%                                   | Senador concorrendo à reeleição |
| Estado             | Senador              | Partido      | Histórico eleitoral                           | Candidatos                                                                                  | Resultado da eleição anterior                                                 | 2012                            |
| Estado             | Incumbente           | Incumbente   | Incumbente                                    | Candidatos                                                                                  | Resultados                                                                    | Resultados                      |

## Últimas previsões
| Fonte                                                                        | Democrata seguro                                                                                    | Provável democrata                                                         | Democrata vencendo                                              | Indefinido                                                                                            | Republicano vencendo   | Provável Republicano | Republicano seguro                       |
| ---------------------------------------------------------------------------- | --------------------------------------------------------------------------------------------------- | -------------------------------------------------------------------------- | --------------------------------------------------------------- | --- | ---------------------- | -------------------- | ---------------------------------------- |
| Consenso entre todas as previsões                                            | California Delaware Maryland Minnesota Nova Iorque Rhode Island Vermont*                            |                                                                            |                                                                 | |                        | Nebraska             | Mississippi Tennessee Texas Utah Wyoming |
| Roll Call (atualizações)                                                     | Nova Jesey Washington Virgínia Ocidental                                                            | Havaí Michigan Novo México                                                 | Flórida Maine† Missouri Ohio Pensilvânia                        | Arizona Connecticut* Indiana Massachusetts Montana Dakota do Norte Nevada Virgínia Wisconsin          |                        |                      |                                          |
| Sabato's Crystal Ball a partir de 24 outubro de 2012 (atualizações)          | Washington Virgínia Ocidental                                                                       | Havaí Michigan Nova Jesey Novo México                                      | Flórida Massachusetts Maine† Missouri Ohio Pensilvânia Virgínia | Arizona Connecticut* Indiana Dakota do Norte Nevada Wisconsin                                         | Montana                |                      |                                          |
| Cook Political Report a partir de 4 outubro de 2012 (atualizações)           | Washington                                                                                          | Michigan Missouri Nova Jesey Virgínia Ocidental                            | Flórida Havaí Novo México Ohio Pensilvânia                      | Arizona Connecticut* Indiana Maine† Massachusetts Montana Dakota do Norte Nevada Virgínia Wisconsin   |                        |                      |                                          |
| Rothenberg Political Report a partir de 19 de outubro de 2012 (atualizações) | Michigan Nova Jesey Washington Virgínia Ocidental                                                   | Havaí Novo México Pensilvânia                                              | Flórida Maine Missouri Ohio                                     | Arizona Connecticut* Indiana Massachusetts Montana Dakota do Norte Nevada Virgínia Wisconsin          |                        |                      |                                          |
| RealClearPolitics a partir de 22 de outubro de 2012 (atualizações)           | | Havaí Maine† Michigan Nova Jesey Novo México Washington Virgínia Ocidental | Flórida Ohio Pensilvânia                                        | Arizona Connecticut* Indiana Massachusetts Missouri Montana Nevada Dakota do Norte Virgínia Wisconsin |                        |                      |                                          |
| FiveThirtyEight a partir de 19 de outubro de 2012 (atualizações)             | Flórida Havaí Maine† Michigan Nova Jesey Novo México Ohio Pensilvânia Washington Virgínia Ocidental | Connecticut* Massachusetts Missouri Virgínia Wisconsin                     |                                                                 | Montana                                                                                               | Arizona Indiana Nevada | Dakota do Norte      |                                          |

* Os democratas incluem Joe Lieberman, que concorreu e ganhou como independente em 2006, depois de perder a primária democrata de Connecticut, e Bernie Sanders, de Vermont, ambos senadores independentes que fazem parte do caucus do Partido Democrata.
† No Maine, que está liderando é o candidato independente Angus King, que não declarou em qual caucus fará parte no Senado. O Roll Call descreve a eleição como independente provável. A Sabato's Crystal Ball marca como "inclinado para independentes/democratas". O Cook Political Report observa que King não sabe para qual cacus fará parte e trata a eleição como "indefinida". A RealClearPolitics acha que King é provável que faça parte do caucus democrata. O A FiveThirtyEight diz que é mais provável que King seja parte do caucus dos democratas, classificando a eleição como provável independente.